# Pantaleon obliquinodatus
Pantaleon obliquinodatus är en insektsart som beskrevs av Chou och Yuan. Pantaleon obliquinodatus ingår i släktet Pantaleon och familjen hornstritar. Inga underarter finns listade i Catalogue of Life.